# Harry Winston (entreprise)
Pour les articles homonymes, voir Harry Winston (homonymie).

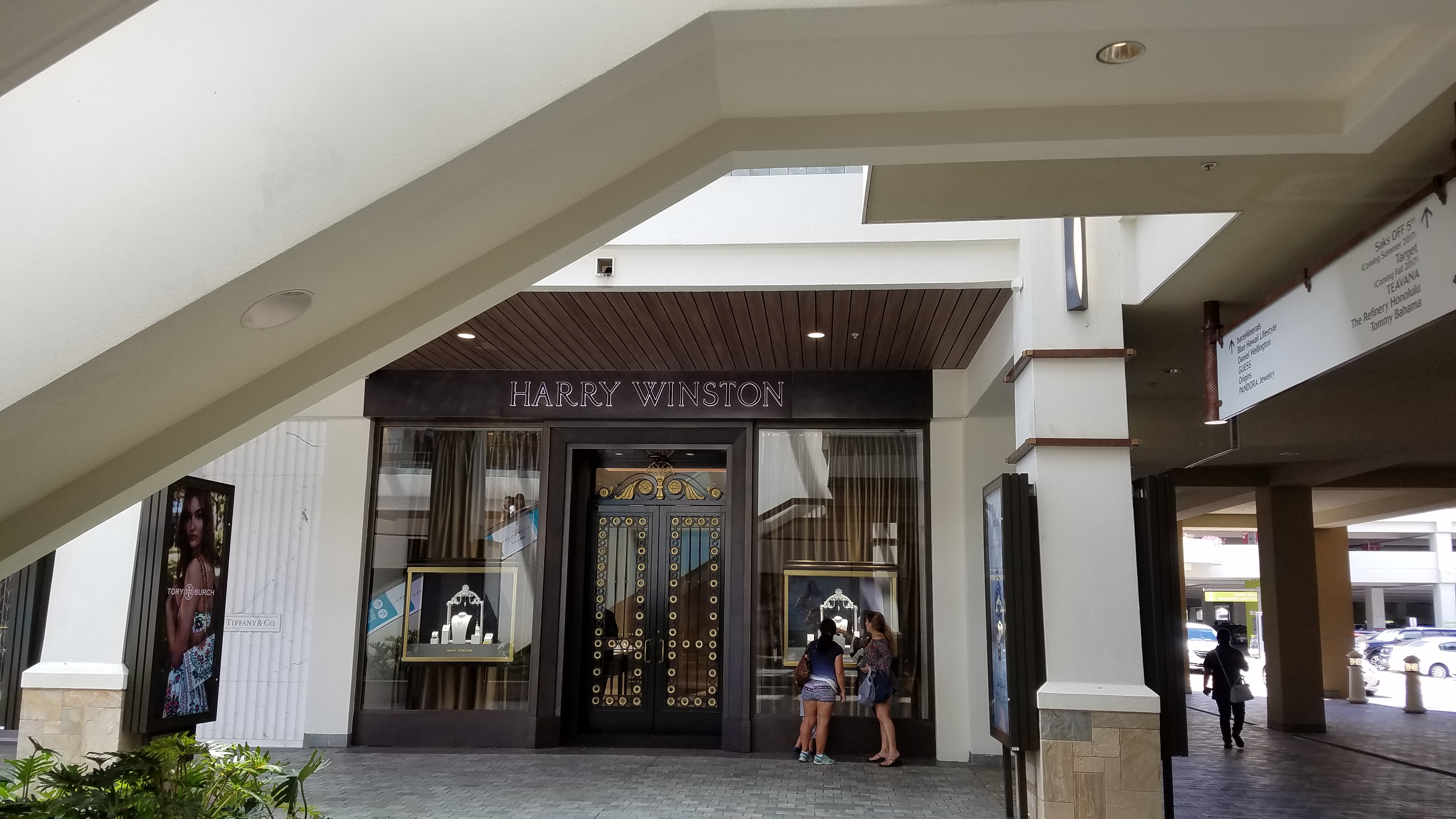
Entrée d'un magasin Harry Winston (Honolulu, Hawaï).

La société Harry Winston est une joaillerie dont le nom vient de son fondateur, Harry Winston. Créée en 1932, c'est une filiale de la société Harry Winston Diamond Corporation.
La société possède des points de vente dans plusieurs villes, dont New York, Paris, Londres, Pékin, et Tokyo.
En janvier 2013, Swatch Group acquiert la marque Harry Winston pour 750 millions de dollars.

## Le vol du siècle
Le 4 décembre 2008, la boutique parisienne de Harry Winston est le théâtre du vol le plus important jamais commis en France. Le montant du butin est de 85 millions d'euros. En juin 2009, la Brigade de répression du banditisme, à Paris, procède à l'interpellation de vingt-cinq personnes, identifiées par les policiers comme étant pour certains les voleurs, pour d'autres des receleurs. Un vigile de la bijouterie est également placé en garde à vue et incarcéré.
Selon la préfecture de police, la moitié du butin a été récupérée, notamment dix-neuf bagues et trois boucles d'oreille retrouvées coulées dans du béton en mars 2011, dans l'égout d'un pavillon de la banlieue parisienne.